# Mistrzostwa Świata w Strzelaniu do Rzutków 1930
Mistrzostwa Świata w Strzelaniu do Rzutków 1930 – pierwsze odrębne mistrzostwa świata w strzelaniu do rzutków; rozegrano je we włoskim Rzymie.
Rozegrano tylko jedną konkurencję: był to trap (indywidualny), w którym zwyciężył Amerykanin, Mark Arie; dał on tym samym zwycięstwo Amerykanom w klasyfikacji medalowej.

## Klasyfikacja medalowa
| Pozycja | Kraj              | Złoto | Srebro | Brąz | Łącznie |
| ------- | ----------------- | ----- | ------ | ---- | ------- |
| 1       | Stany Zjednoczone | 1     | 0      | 0    | 1       |
| 2       | Rzesza Niemiecka  | 0     | 1      | 1    | 2       |
| 3       | Węgry             | 0     | 0      | 1    | 1       |

## Wyniki
| Konkurencja | Złoto     | Wynik   | Srebro         | Wynik   | Brąz                              | Wynik   |
| Trap        | Mark Arie | 93 pkt. | Helmuth Keller | 93 pkt. | Sándor von Lumniczer Kurt Schöbel | 90 pkt. |